# غابينو ري
غابينو ري (بالإسبانية: Gabino Rey Santiago)‏ هو فنان ورسام إسباني، ولد في 8 يناير 1928 في مارين في إسبانيا، وتوفي في 30 أبريل 2006 في برشلونة في إسبانيا.